# Oláh Gusztáv (rendező)
Lanzséri és talmácsi Oláh Gusztáv István László (Budapest, 1901. augusztus 20. – München, 1956. december 19.) kétszeres Kossuth-díjas magyar operarendező, jelmez- és díszlettervező, kiváló művész. Oláh Gusztáv orvos fia.

## Élete
Festőművész édesanyja, Fodor Róza (1868–1961) ismertette meg a képzőművészet elméletével és gyakorlatával. Térszerkezeti tanulmányokat folytatott a Műegyetemen. Építész akart lenni, de nemsokára a zene iránt kezdett érdeklődni. Jelentkezett a Zeneakadémiára, ahol zongora tanszakon végzett. 1921-től a Magyar Állami Operaházban dolgozott, ahol Kéméndy Jenő asszisztense lett. 1936-tól főrendező, később vezető főrendező volt. Az operai előadásokat modern színpadtechnikai és szcenikai megoldások egész sorával fejlesztette. Külföldön is jelentős sikereket ért el (Svédország, Oroszország, Németország).

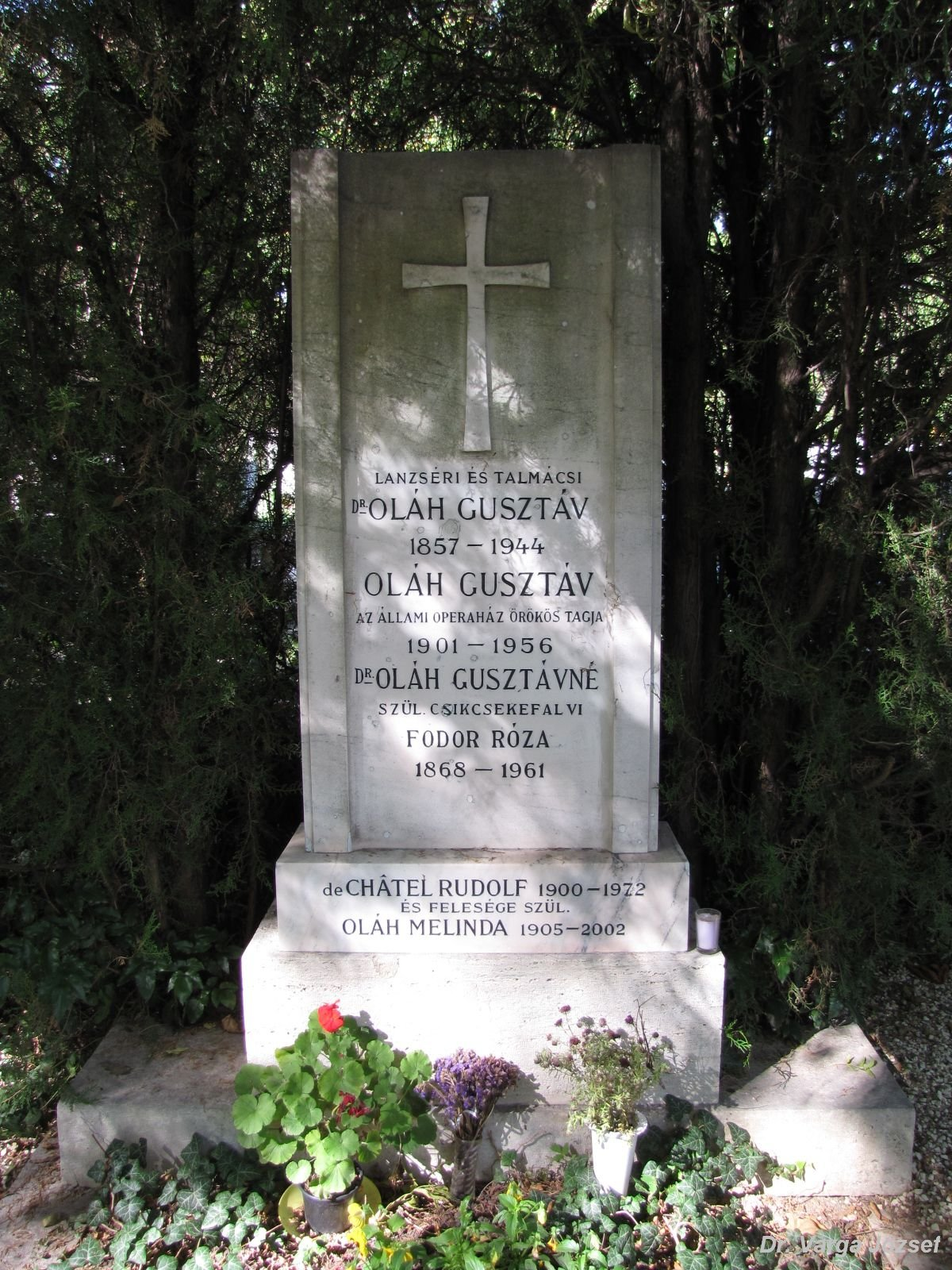
Oláh Gusztáv sírja

Festő, muzsikus, tudós, esztéta és technikustehetség, az Iparművészeti Főiskola tanára, a Nemzeti Színház rendezője is volt operai működésével párhuzamosan. 1943-ban Zilahy Lajos regényéből filmet rendezett Valamit visz a víz címen. Részt vett az első Szegedi Szabadtéri Játékok rendezésében. Münchenben a Hovanscsina előadásának rendezése közben érte váratlanul a halál 1956. december 19-én.

„Oláh Gusztáv közel négy évtizedig volt az Operaház lelke: tervező, vezető főrendező, szcenikai főnök, balettigazgató. Munkáját mindvégig a megalkuvás nélküli igényesség jellemezte; a horizontok tágítása; az a cél, hogy lépést tartsunk, sőt élgárdájába kerüljünk a nemzetközi zenei életnek. Ezt elsősorban a műsorpolitikával, vagyis a repertoár helyes irányú bővítésével, és a művészegyüttes szakmai színvonalának emelésével kívánta elérni.
Nem rendezőzseni volt elsősorban, még csak nem is tervező-szcenikus fenomén: egyszeri és rendkívüli  operaszínházi zseni. Az egész zeneszínház volt a sejtjeiben. Ha átnézett egy zongorakivonatot, vagy partitúrát, néhány rövid óra alatt mindent tudott a darabról. A stiláris és technikai megoldásokon kívül még a költségvetést is meg tudta mondani, s hogy a műhelyek hány munkaóra alatt készíthetik el az előadáshoz szükséges munkálatokat.”

– Huszár Klára

## Színházi rendezései
- Kodály Zoltán: Háry János
- Puccini: Bohémélet
- Mozart: Don Giovanni
- Verdi: Otello
- Respighi: A láng
- Erkel Ferenc: Hunyadi László
- Bartók Béla: A kékszakállú herceg vára
- Borogyin: Igor herceg
- Bartók Béla: A fából faragott királyfi
- Wagner: A nürnbergi mesterdalnokok
- Ránki György: Pomádé király új ruhája
- Muszorgszkij: Borisz Godunov
- Mozart: A varázsfuvola
- Mozart: Così fan tutte
- Bizet: Carmen
- Verdi: Traviata
- Wagner: Tannhäuser
- Mozart: Szöktetés a szerájból
- Goldmark Károly: Sába királynője
- Muszorgszkij–Rimszkij-Korszakov: Hovanscsina
- Beethoven: Fidelio
- Smetana: Az eladott menyasszony
- Wagner: A bolygó hollandi
- Verdi: Az álarcosbál
- Goethe: Faust

## Díszlettervezőként
- Katona József: Bánk bán
- Madách Imre: Az ember tragédiája
- Shakespeare: Szentivánéji álom
- Shakespeare: Rómeó és Júlia
- Tolsztoj: Anna Karenina
- Csajkovszkij: A diótörő
- Farkas Ferenc: A bűvös szekrény
- Muszorgszkij: Borisz Godunov
- Kenessey Jenő: Bihari nótája
- Erkel Ferenc: Bánk bán
- Kenessey Jenő: Az arany meg az asszony
- Csajkovszkij: Anyegin
- Verdi: Aida
- Verdi: Otello
- Mozart: A varázsfuvola
- Verdi: Traviata
- Wagner: Tannhäuser
- Mozart: Szöktetés a szerájból
- Kodály Zoltán: Székely fonó
- Puccini: Pillangókisasszony
- Mejtusz: Az ifjú gárda
- Erkel Ferenc: Hunyadi László

## Tanulmányai
- Az operaelőadások realizmusáért
- Az operaénekesek mozgáskultúrájáról
- Az opera rendezési és játékproblémájáról (Színház- és Filmművészet, 1952, 1955)

## Díjai
- Kossuth-díj (1951, 1954)
- Kiváló művész (1952)

## Emlékezete
- Az Oláh Gusztáv-emlékplakett az ő nevét viseli